# Abbazia di Fruttuaria
Fruttuaria (Frutoèra in piemontese /fry'twæra/) è un'abbazia fondata poco dopo l'anno mille, nel territorio di San Benigno Canavese, da Guglielmo da Volpiano, figura di primo piano della Riforma cluniacense.
Dal dicembre 2014 il Ministero per i beni e le attività culturali la gestisce tramite il Polo museale del Piemonte, nel dicembre 2019 divenuto Direzione regionale Musei.

## Storia
La posa della prima pietra dell'abbazia avvenne il 23 febbraio 1003 alla presenza del vescovo d'Ivrea Ottobiano, di Arduino marchese d'Ivrea e re d'Italia e di sua moglie Berta degli Obertenghi.
Fondatore di Fruttuaria fu Guglielmo da Volpiano. Essa venne eretta nei possedimenti del feudo di famiglia di Guglielmo, in una località denominata fructuariensis locus. Secondo alcuni si trattava di un luogo destinato alla riproduzione degli agnelli, dal latino medievale fructus ("frutto", "parto"); altri ritengono che il nome si riferisse alla fertilità del terreno, ma potrebbe derivare dal luogo di edificazione, la pars fructuaria di una villa tardo-romana.
L'edificazione dell'abbazia è frutto della sua sapienza architettonica: Guglielmo infatti, tra la fine del X e l'inizio dell'XI secolo, oltre che figura religiosa di primo piano, fu costruttore e restauratore di alcuni dei più importanti edifici religiosi di Francia e del Piemonte.
Arduino d'Ivrea, che aveva appoggiato la costruzione dell'abbazia, vi si ritirò negli ultimi anni della sua vita e vi morì nel 1015.
Fruttuaria seguiva la regola benedettina affiancata da consuetudini di matrice cluniacense. Nel 1027 Giovanni XIX, con bolla pontificia, pose l'abbazia e tutti i suoi beni sotto il controllo diretto di Roma.
Le consuetudini seguite a Fruttuaria ispirarono il vescovo di Colonia, sant'Annone, che la visitò nel 1070 e dalla quale portò via alcuni monaci, per la sua riforma monastica che va sotto il nome di Riforma di Siegburg, dal nome della prima abbazia ove Annone mise in pratica la sua riforma.
Il periodo di massimo splendore di Fruttuaria si colloca nei secoli XII e XIII: nel 1265 l'abbazia possiede 200 tra chiese e celle in Italia e altre 30 in Germania e Austria. Oltre a chiese e monasteri gli abati governano direttamente quelle che vengono comunemente dette "le quattro terre abbaziali", ossia gli attuali comuni di San Benigno Canavese, Montanaro, Lombardore e Feletto, e le terre di Fruttuaria battono anche moneta in una zecca installata in una delle torri del castello di Montanaro.
Il declino inizia nel XIV secolo e giunge al suo culmine nel 1477 quando i monaci perdono il privilegio di nominare l'abate, che viene sostituito da un abate commendatario (non residente nell'abbazia) di nomina papale. Da quel momento Fruttuaria viene diretta da un vicario. Nel 1585 papa Sisto V decreta la soppressione del monastero, sostituito da una collegiata di preti secolari. L'ultimo monaco muore nel 1634.
Nel 1710 Vittorio Amedeo II, duca di Savoia, occupa militarmente le "terre abbaziali", occupazione che termina nel 1741 con la rinuncia papale al controllo su quelle terre.
Nel 1749 diviene abate commendatario il cardinale Carlo Vittorio Amedeo Ignazio delle Lanze che, dopo la sua candidatura al soglio pontificio nei conclavi del 1769 e del 1774-1775, intende riportare Fruttuaria al suo antico splendore facendone una piccola Roma. Nel 1770 fa quindi abbattere ciò che rimane della chiesa e del monastero romanici (unico a salvarsi è il campanile) per edificare (1770-1776) una nuova chiesa, la cui struttura interna vorrebbe ricordare la basilica di San Pietro in Vaticano. Il progetto è affidato agli architetti Vittone e Quarini, che realizzano la nuova costruzione in uno stile a cavallo tra il barocco e il neoclassico, definito per l'appunto benignista.
Dopo l'occupazione francese del Piemonte subì chiusura e confische dei beni per poi essere formalmente soppressa con la lettera apostolica Gravissimis causis del 1803, con la Restaurazione sabauda venne invece nuovamente restaurata e riconosciuta con la bolla Beati Petri nel 1817 ma non fu più un'abbazia nullius.
La serie degli abati terminerà nel 1848. La chiesa diventerà una normale parrocchia della diocesi di Ivrea e il palazzo abbaziale verrà affidato nel 1879 a don Bosco e ai suoi salesiani.
Dal 1952 il parroco di San Benigno riottiene dal papa il privilegio del titolo di abate.
Nel 1979, durante i lavori di posa dell'impianto di riscaldamento, fortemente voluti dall'allora abate parroco don Pier Giorgio Debernardi (divenuto in seguito vescovo di Pinerolo), viene alla luce un pregevole mosaico risalente al 1066 raffigurante due grifoni. La Soprintendenza Archeologica del Piemonte esegue un grande scavo sull'intera superficie della chiesa e in seguito, tramite sondaggi, sul sagrato, portando al ritrovamento di altri mosaici, delle fondazioni della chiesa romanica e di reperti archeologici di notevole interesse.
Il 19 marzo 1990 l'abbazia di Fruttuaria viene riaperta ai fedeli alla presenza di papa Giovanni Paolo II che concelebra la messa in diretta televisiva nazionale.
Nel maggio 2004, finalmente conclusi i lavori di restauro, è stato aperto al pubblico, dalla Soprintendenza ai Beni Architettonici e per il Paesaggio del Piemonte, il percorso di visita che si snoda al di sotto del pavimento.
Nel 2008 altre scoperte archeologiche vengono fatte nel chiostro settecentesco.

## La chiesa romanica

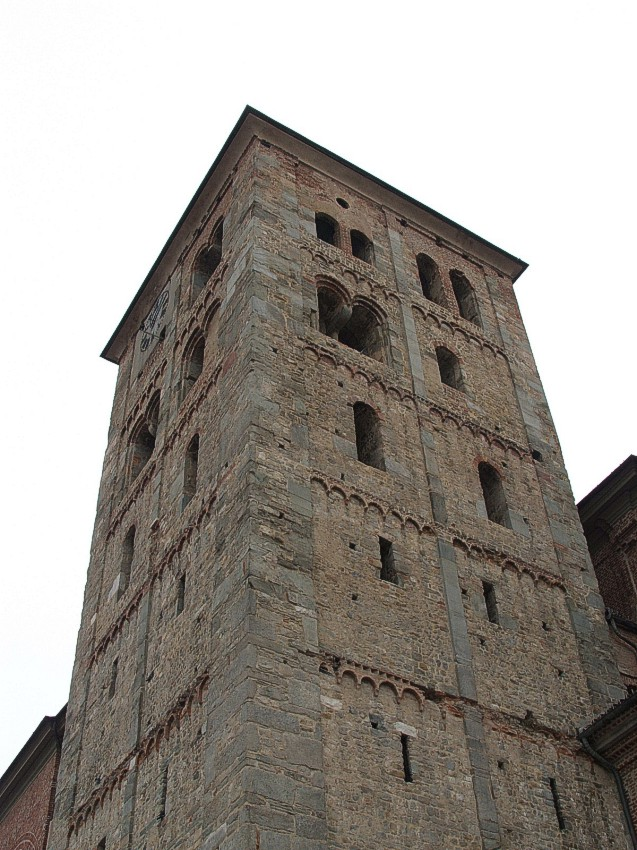
Il campanile romanico dell'abbazia.

Dell'antica chiesa romanica presente nell'abbazia rimane intatta solo la torre campanaria. Costruita sul lato nord della chiesa con conci di pietra accuratamente squadrati e tagliati, la torre ha sezione quadrata di circa 10 metri di lato con muri di 2,5 metri di spessore; s'innalza con i suoi sette piani raggiungendo i 33 metri di altezza. Gli archetti che formano le cornici marcapiano sono in laterizio; una lesena centrale percorre interamente ciascuna delle sue pareti, definendo specchiature nelle quali si aprono, salendo verso l'alto, monofore e bifore di diversa fattura che alleggeriscono l'imponenza della mole.
All'interno del campanile esistono due cappelle sovrapposte; in una di esse troviamo, in cattivo stato di conservazione, un affresco raffigurante una Madonna col Bambino che risale al primo decennio dell'XI secolo, negli anni di costruzione dell'abbazia. Nell'affresco realizzato con diverse tonalità di rosso, si può ancora leggere la figura della Madonna che regge con il braccio sinistro il Bambino, mentre tiene nella mano destra un ramo fiorito. Il linguaggio pittorico si connota per la staticità delle figure, le marcate linee di contorno, i pomelli rossi sulle guance: elementi stilistici tipici della pittura romanica più antica.
I complessi lavori di scavo, iniziati nel 1979 e ultimati nei primi anni novanta, hanno consentito di conoscere quale fosse la planimetria della chiesa abbaziale progettata da Guglielmo da Volpiano. Si trattava di una chiesa a tre navate non molto estese, delimitate da quattro pilastri quadrati; relativamente più esteso era il transetto dal quale sporgevano verso oriente due cappelle absidate che, in coerenza con lo schema dell'abbazia di Cluny, fiancheggiavano il coro. L'area presbiteriale era a sua volta affiancata da quattro pilastri che, assieme ai quattro della navata, sostenevano il tetto formato da una travatura lignea con copertura a tegole piane. L'area presbiteriale, in posizione elevata rispetto al piano della navata, sovrastante una cripta fuori terra, si connotava per la presenza di un altare (l'"altare della Croce") posto di fronte alla cosiddetta "rotonda del Santo Sepolcro". Tale struttura architettonica, volta a richiamare simbolicamente il Santo Sepolcro fatto erigere da Costantino sulla tomba di Cristo, era dunque il fulcro della liturgia celebrata a Fruttuaria. A ovest, davanti alla facciata della chiesa, si ergeva un avancorpo di grandi dimensioni che, dalla fine dell'XI secolo, si presentava con un piano superiore. L'esiguità delle strutture rinvenute non permette tuttavia di determinare con certezza il suo aspetto in elevato.

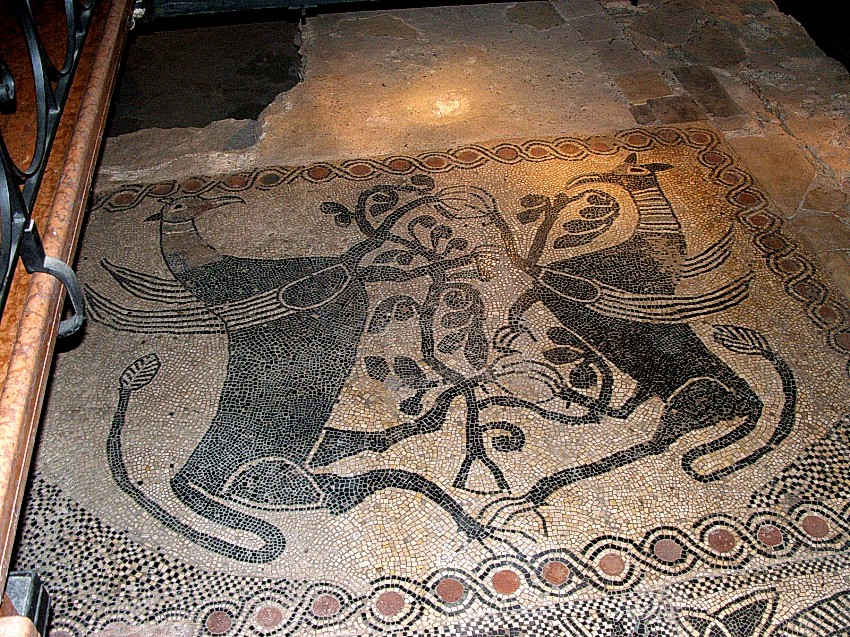
Il mosaico con i due grifoni alati (fine XI secolo).

### I mosaici
Gli elementi artisticamente più rilevanti emersi durante gli scavi sono i resti del raffinato pavimento musivo dell'area presbiteriale, realizzato con tessere calcaree bianche e nere (con inserimenti di tessere colorate in pasta vitrea) che disegnano motivi geometrico-vegetali e figure di animali fantastici. Si tratta di un'opera databile alla seconda metà dell'XI secolo.
La decorazione musiva constava di due ampi pannelli rettangolari, posti ai lati dell'altare, raffiguranti animali fantastici affrontati tra loro; di fronte all'altare si disponeva una fascia costituita da cerchi che s'intersecano, variamente adornati con motivi geometrico-vegetali e piccoli figure di uccelli; scendendo un gradino e andando verso la navata, trovava posto un'altra fascia formata da pannelli rettangolari con rombi che racchiudono ancora figure di volatili, mentre altri pannelli, che riprendono l'immagine del grifo e dell'albero della vita, delimitavano la fascia.
Particolarmente suggestivo (al punto da essere stato scelto come emblema dei mosaici ritrovati) è il pannello rettangolare posto a sud dell'altare della Croce, egregiamente conservato, che mostra due grifi che si affrontano. Le due figure animali sono poste al centro di in un riquadro delimitato da una treccia con tondi in cotto; tra di esse è posto un tralcio vegetale raffigurante l'albero della vita.

## Galleria d'immagini

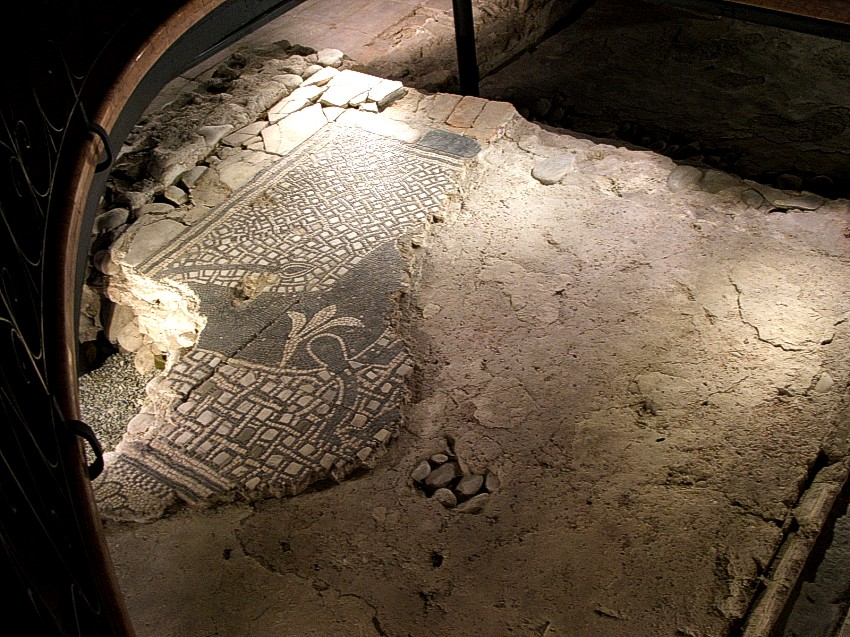
Particolare del pavimento musivo dell'antica abbazia di Fruttuaria (fine XI secolo)
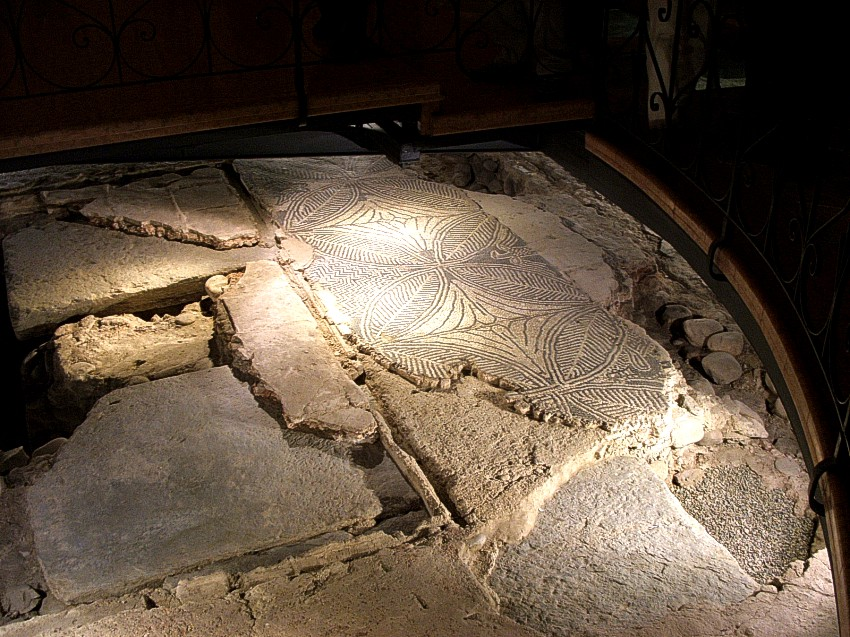
Pavimento musivo a motivi geometrici (fine XI secolo).
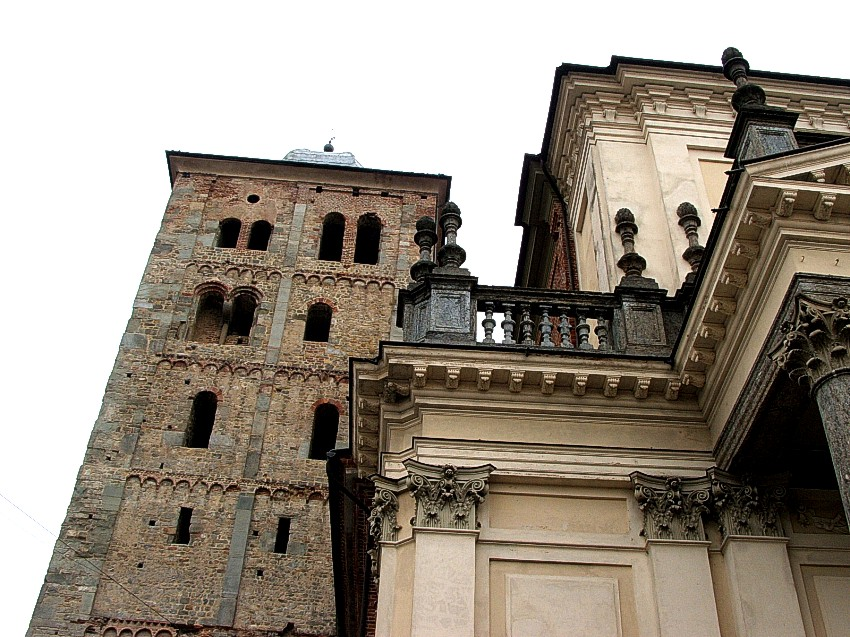
Campanile romanico e facciata neoclassica.
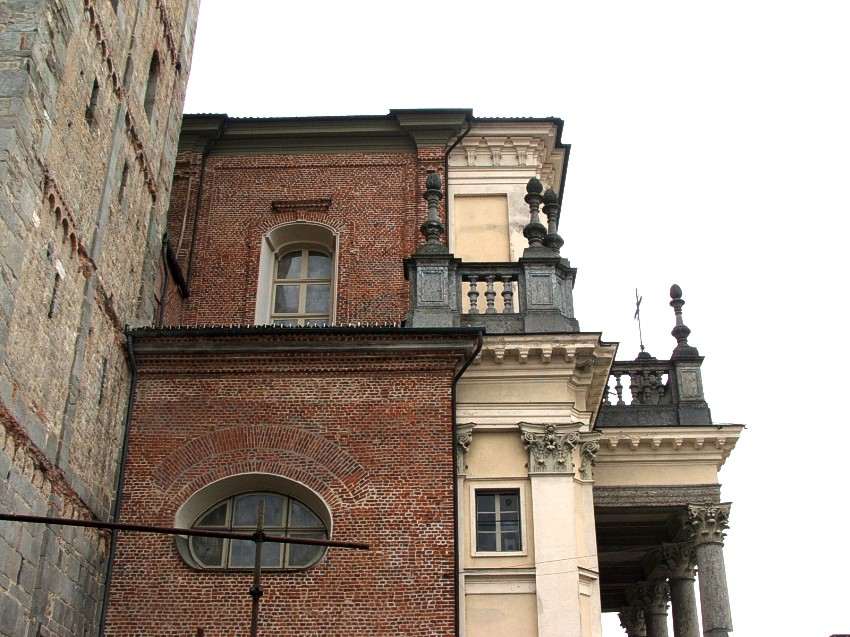
Parete laterale in cotto, fra il campanile e la facciata.
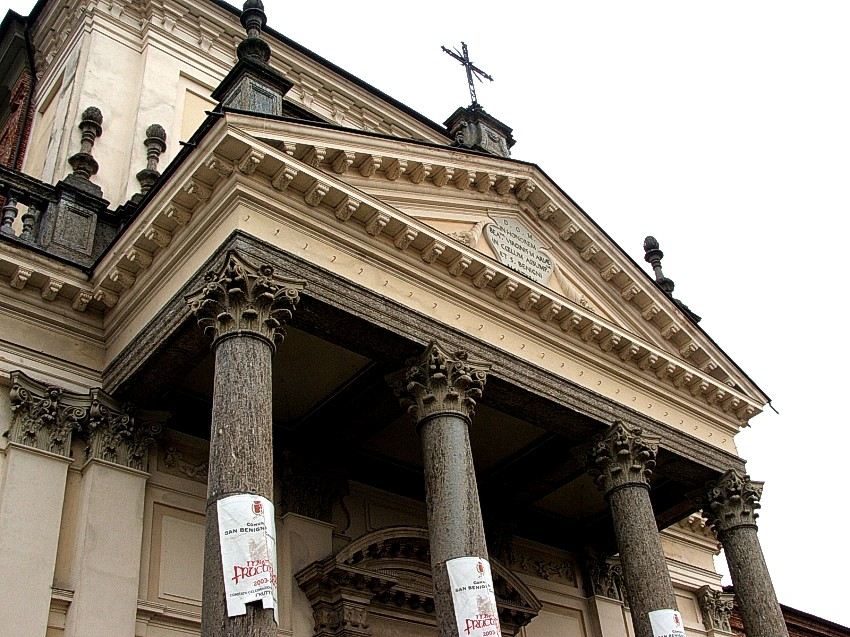
Il timpano della facciata.
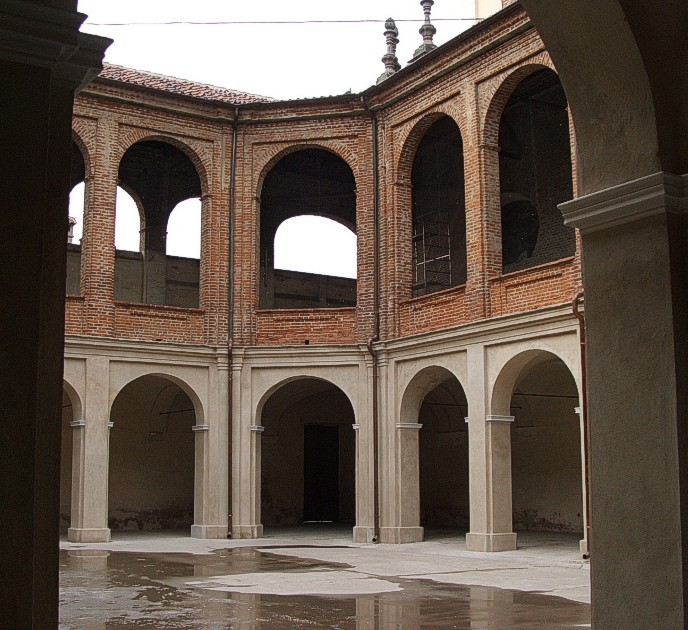
Il chiostro settecentesco dell'abbazia.

## Cronotassi degli abati e dei commendatari

### XI-XII secolo
- Giovanni "Homo Dei" (1010 - 1027)
- Guglielmo da Vercelli (1027 - 1041)
- Andrea (1041 - 1044)
- Alberto I di Castellamonte (1044 - 1046)
- Suppo (1046 - 1058)
- Alberto II (1058 - 1060)
- Suppo (1060 - 1063) (seconda volta)
- Alberto II (1063 - 1089) (seconda volta)
- Uberto I o Ghiberto di Camagna (1089 - 1098)
- Corrado (1098 - 1099)
- Almeo di Barbania (1099 - 1118)
- Pietro I di Valperga (1118 - 1124)
- Tebaldo di San Martino (1124 - 1129)
- Uberto II di Castellamonte (1129 - 1138)
- Manfredo di San Martino (1138 - 1154)
- Ruffino di San Giorgio e Biandrate (1154)
- Jacopo (1155)
- Bonifacio I degli Scarampi d'Asti (?)
- Arnaldo di Savona (?)
- Ugo di Volturno (?)
- Enrico I di San Martino (1181)
- Stefano (1192)
- Umberto III di Lucerna (1199)

### XIII-XIV secolo
- Guido I di Volturno (1200)
- Raniero di Breme (1210)
- Guglielmo II di Solaro (1216)
- Giovanni II (1220)
- Gualla di Castellamonte (1225)
- Uberto IV di San Martino (1233)
- Olrico (1234)
- Uberto V (1239)
- Enrico II di San Martino (1258)
- Uberto VI di San Martino (1268)
- Antonio di San Giorgio e Biandrate (1269)
- Mecano (1273)
- Bonifacio II (1279)
- Uberto VII di Ravello (1296)
- Oddone di Cluny (1299)
- Bertetto (1310)
- Bernardo (1326)
- Bonifacio III (1327)
- Federico I (1332)
- Alberto III (1334)
- Federico II (1337)
- Bertolotto e Pietro II (1354)
- Tommaso di Bagnolo (1357)
- Pietro III di San Giorgio e Biandrate (1376)
- Antonio II di San Giorgio e Biandrate (1380)

### XV-XVI secolo
- Giorgio I di San Giorgio e Biandrate (1400)
- Giorgio II del Carretto (1400)
- Pietro III di San Giorgio e Biandrate (1408) (seconda volta)
- Aleramo del Carretto (1419)
- Giacomo Scarampi (142?)
- Michele della Ripa (1445)
- Lancillotto Lusignano di Cipro (1450)
- Gian Luigi di Savoia (1451)
- Giorgio III (forse futuro papa Sisto IV) (1475)
- Agostino Corradi di Lignano (1477)
- Domenico della Rovere (1477)
- Domenico Rivarolo (1479)
- Lorenzo Cybo de Mari (1490)
- Sisto Gara della Rovere (1508)
- Bonifacio Ferrero (1526)
- Agostino Ferrero e Besso Ferrero Fieschi (1534)
- Sebastiano Ferrero-Fieschi (1546)
- Ferdinando Ferrero-Fieschi (1547)
- Sebastiano Ferrero-Fieschi (1548) (II)
- Guido Luca Ferrero (1575)
- Besso Ferrero Fieschi (1576)
- Giovanni Battista Savoia-Racconigi (1581)
- Giovanni Pietro Argentero (1583)
- Carlo Broglia (1587)
- Carlo Ottavio Argentero (1592)

### XVII secolo
- Maurizio di Savoia (1617)
- Maurizio Eugenio di Savoia (1642)
- Paolo Grato Gromo (1658)
- Antonio di Savoia (1662)
- Giuseppe Antonio Bertodano (1692)
- Giovanni Francesco Carron (1697)

### XVIII secolo
- Giovanni Amedeo d'Allinges (1727)
- Carlo Vittorio Amedeo delle Lance (1749)
- Giacomo Pietro Valperga (1784)

### XIX secolo
- Paolo Giuseppe Solaro (1818)
- Teresio Ferrero della Marmora (1827)
- Cacherano di Bricherasio (1836)
- Luigi Morozzo di Bianzè (1838-1848)

## Narrativa sull'abbazia
- Valter Fascio, GialloBenigno ovvero Enigma in luogo di Fruttuaria (romanzo), Torino, Carta e Penna, 2005. ISBN 88-89209-20-8
- Valter Fascio, NeroFruttuaria. Il segreto Delle Lanze (romanzo), Torino, Carta e Penna, 2011.